# LXDE
LXDE (Lightweight X11 Desktop Environment) はUNIXおよびLinuxやBSDのようなPOSIXプラットフォーム上で動作する、GPL下で配布されるオープンソースのデスクトップ環境である。ミニノート・サブノートのように比較的処理能力の低いパソコンでもスムーズに動くように設計され、「省エネ」且つ「高速に動く」デスクトップ環境のソリューションであるとされている。

## 概要
LXDEはC言語で書かれ、GTKツールキットを利用する。
LXDEは、Ubuntu、Debian、Fedora、openSUSEなどのLinuxディストリビューションやFreeBSDで利用できる。また、KNOPPIXなど、LXDEを標準で採用したLinuxディストリビューションがある。LubuntuはかつてはLXDEを採用していたが、現在は派生のLXQtを標準のデスクトップ環境としている。

## LXQt

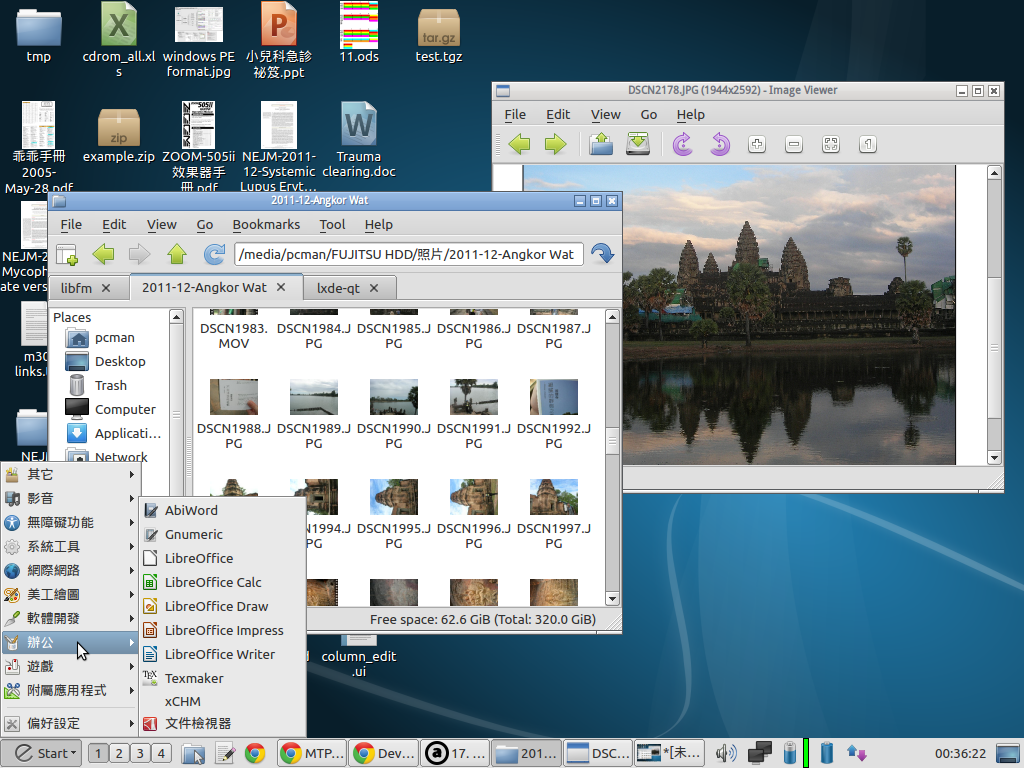
LXDE-QtのPreview版

2013年7月3日にGTK+3への不満から、プロジェクト創始者であり、中心的開発者でもある洪任諭 (PCMan) によってQtへの移植が発表された。更に同月22日にはRazor-qtとのマージを行い、最終的にGTK+のバージョンが削除されQtを中心に開発していくことが発表された。2014年5月7日にLXQtバージョン0.7.0が公表された。
LXQtはLXDE-QtとRazor-qtの成果物を統合したデスクトップ環境であり、Qtに移行したLXDEの後継バージョンでもある。LXDEの後継バージョンという位置づけでもあるため、イニシャル・リリースの段階でバージョン0.7だった（Qtへの移行が決まったため正式にはリリースされなかったがLXDEのバージョンは0.6.2まで進んでいた）。
Razor-qtとの統合の経緯から前述のような表現に落ち着いてはいるが、LXDE/LXDE-Qt由来のパッケージはLXQtにはあまり採用されなかったため、技術的な観点からはLXQtはLXDEの後継バージョンやQt移行バージョンとは単純には言えないものがある。

### LXQtコンポーネント
LXDE,LXDE-Qtから
- pcmanfm-qt - ファイルマネージャ兼デスクトップアイコンマネージャ。libfm-qtをソースツリー内に統合。
- menu-cache
- lxmenu-data
- lximage-qt - 画像ビューワー。スクリーンショット取得ツール兼用。

Razor-qtから
- lxqt-common - デフォルト設定ファイル
- lxqt-session - セッションマネージャ
- lxqt-panel - パネル
- lxqt-openssh-askpass - opensshダイアログ
- lxqt-runner - アプリケーションランチャ
- lxqt-notificationd - 通知デーモン
- lxqt-config - 設定ツールポータル。lxqt-randrの機能をlxqt-config-monitorとして統合
- lxqt-globalkeys - グローバル・ショートカット設定ツール
- lxqt-policykit - polkitエージェント
- lxqt-qtplugin
- lxqt-about
- lxqt-lightdm-greeter - LightDM用Qt5グリーター
- libsysstat - システムステータス取得ライブラリ
- liblxqt - コアユーティリティ・ライブラリ
- liblxqt-mount - ボリュームマウントライブラリ
- libqtxdg - menuファイル、autostartなどFreedesktop.orgスペック実装のためのライブラリ

統合後に新規開発,第3者のパッケージをフォーク
- lxqt-powermanagement - 電源マネージャ
- compton-conf - compton（非独立型コンポジタ）設定ツール
- obconf-qt - Openbox設定ツール。obconfのQt移植版
- qt-gtk-engine - GTKアプリケーションにQtテーマを適用するためのテーマエンジン
- lxqt-admin - ユーザー情報などの設定ツール

デスクトップ環境として必要なコンポーネントをおおむね自前で提供出来てはいるが、LXDEでは独自に開発していた音楽プレーヤーやターミナルエミュレータを含めて、独自のユーティリティソフトはほとんど無い。LXQtでは、優れたQtソフトウェアがたくさんあるのだから独自開発は必要ないとしており、今後も開発の予定は無いようである。

## LXQtリリース後のLXDE
LXQtリリース後はLXDEの開発は終息するとしていたが、実際にはアンドリィ・フリツェンコ (Андрій Гриценко, LStranger) やMartin Bagge (Brother)などを中心にLXQtリリース後もLXDEの開発は継続している。これらの開発のなかには2年以上放置状態だったlxtaskのバージョンアップやlxsessionのValaによるほぼ全面的な書き換えなど規模の大きなものも含まれている。
LXQt 0.9の開発が開始された直後の段階において、アンドリィ・フリツェンコは将来的なLXDE 1.0のリリースを表明している。これは前述の『LXQtはLXDEの後継バージョンでもある』という方針に明らかに反しているが、洪任諭の開発方針は現在のLXDEの開発者には事実上、無視されている。

### LXDEコンポーネント
LXDEの構成パッケージは以下の通り。ライブラリや動作に必須ではないユーティリティ類を含めても18個しかなく、デスクトップ環境としてはかなり少なめである。
- GPicView - 画像ビューア
- PCMan File Manager - ファイルマネージャ
- LibFM - ファイルマネージャ用バックエンドライブラリ
- LXAppearance - テーマ管理
- LXAppearance Obconf - LXApperance用Openbox設定プラグイン
- LXDE Icon Theme - アイコンテーマ
- LXDM - X Window System 向けのディスプレイマネージャ
- lxde-common - デフォルト設定ファイル
- LXInput - キーボード・マウス設定ツール
- LXLauncher - アプリケーションランチャー
- lxmenu-data - アプリケーション・メニュー・データ
- LXMusic - XMMS2用GTK2フロントエンド
- LXPanel - パネル
- LXRandR - xrandr用GTK2フロントエンド
- LXSession - セッションマネージャー。LXPolkit, LXSessionEditを統合。
- LXTerminal - ターミナルエミュレータ
- LXTask - タスクマネージャー
- menu-cache(libmenu-cache) - .menuファイルジェネレータ

ウィンドウマネージャ・電源マネージャ・ネットワークマネージャ・通知デーモンなどはLXDE自身によっては開発されていない。
LXDEが提供するコンポーネントだけで完全なデスクトップ環境を構成することは不可能なため、何らかのソフトウェアで補完する必要がある。ウィンドウマネージャについてはOpenboxが事実上のデフォルトだが、それ以外のソフトウェアについては各ディストリビューションによって採用ソフトウェアに違いが見受けられる。

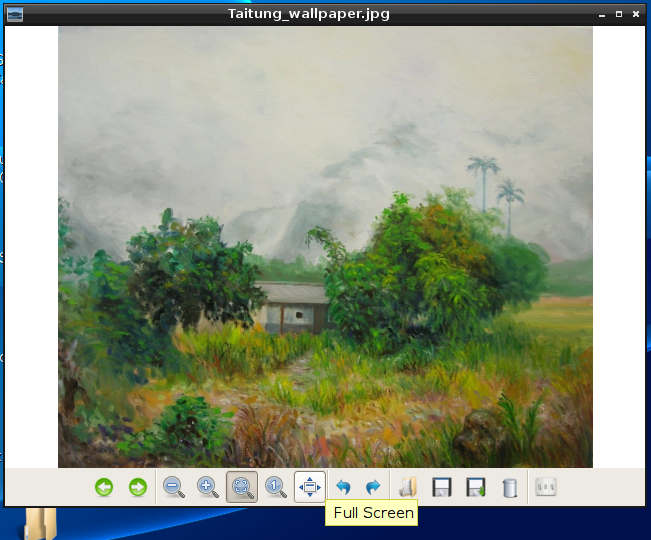
LXDE Picture Viewer
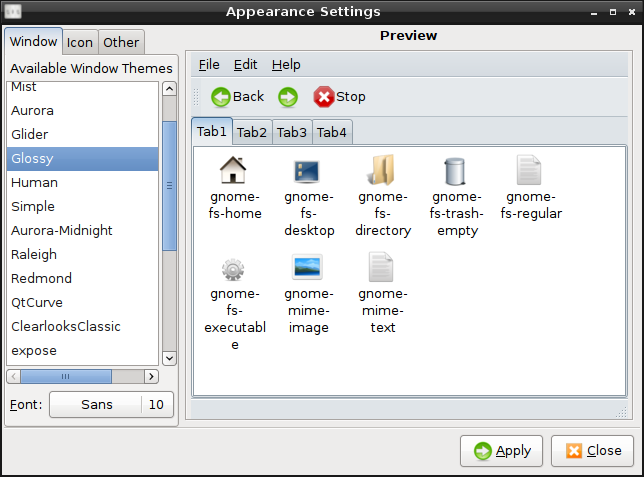
LXAppearance
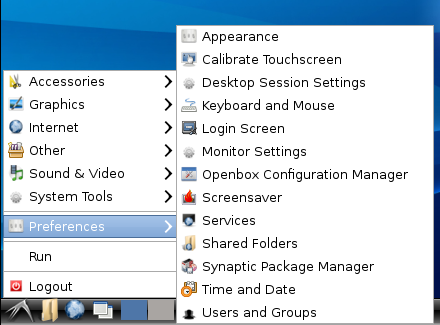
LXPanel
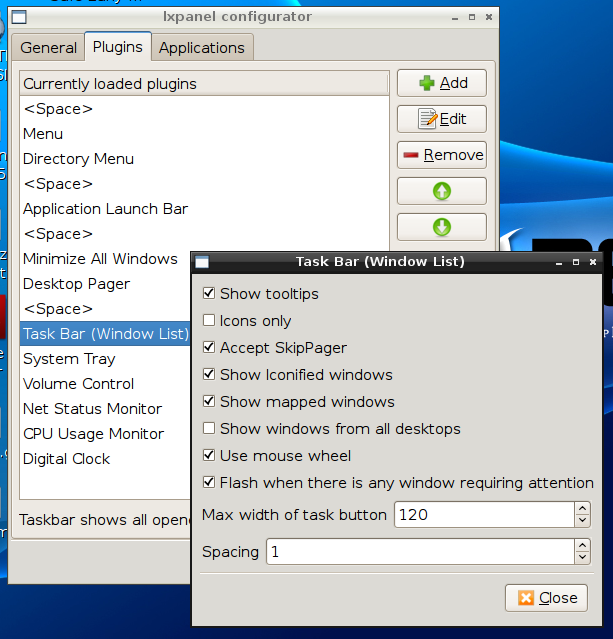
LXPanel Preferences
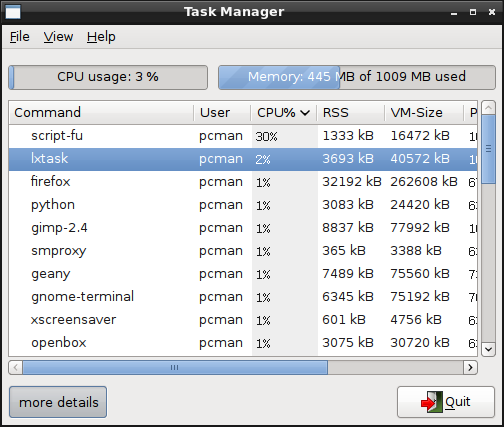
LXTask
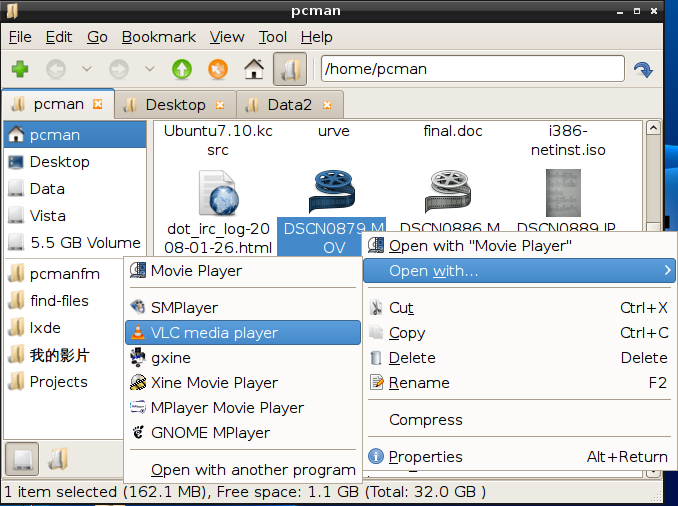
PCManFM
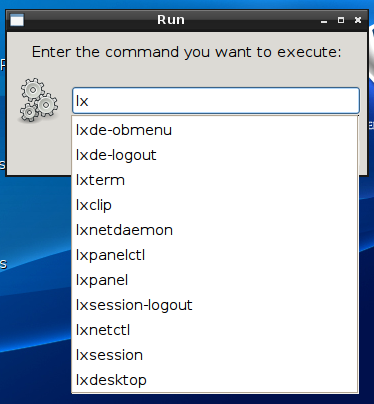
パネルタスクの自動補完

### 対応アーキテクチャについて
- インテルや MIPSなど、既に多くのプロセッサに対応している。